# 小行星6231
小行星6231（英語：6231 Hundertwasser）是一颗围绕太阳公转的小行星。1985年3月20日，安東寧·姆爾科斯在克列特发现了此天体。
这颗小行星的绝对星等为33.81451466867376等。